# Lago Gemio inferiore
Il lago Gemio inferiore è un lago naturale di origine glaciale che si trova in provincia di Parma, ha un'estensione di 32500 m² e una profondità massima di 7,4 m, il volume di acqua dell'invaso è di 75650 m³. Con il Lago Gemio superiore costituisce i Laghi Gemini.

## Geografia
Il lago, situato a 1.329 metri d'altitudine nel comune di Corniglio, si trova nella parte occidentale del Parco nazionale dell'Appennino Tosco-Emiliano e fa parte anche del Parco regionale dei Cento Laghi. È collocato in un vallone dominato poco più a sud dal crinale sul quale svettano il monte Paitino (1837 m s.l.m) e il monte Matto (1837 m s.l.m), mentre la Rocca del Piumacciolo (1714 m s.l.m) funge da spartiacque fra la Val Parma e la Val Cedra. Il Lago si trova ad una quota di 1329 m s.l.m ed è collocato solo alcuni metri più in basso rispetto al suo gemello Lago Gemio superiore (1355 m.s.l.m). 

Il lago è di origine glaciale e si è creato come il suo gemello per effetto della sovraescavazione del Macigno risalente al periodo oligocenico causata dal ramo del ghiacciaio che scendeva dal vallone del Lago Scuro parmense.

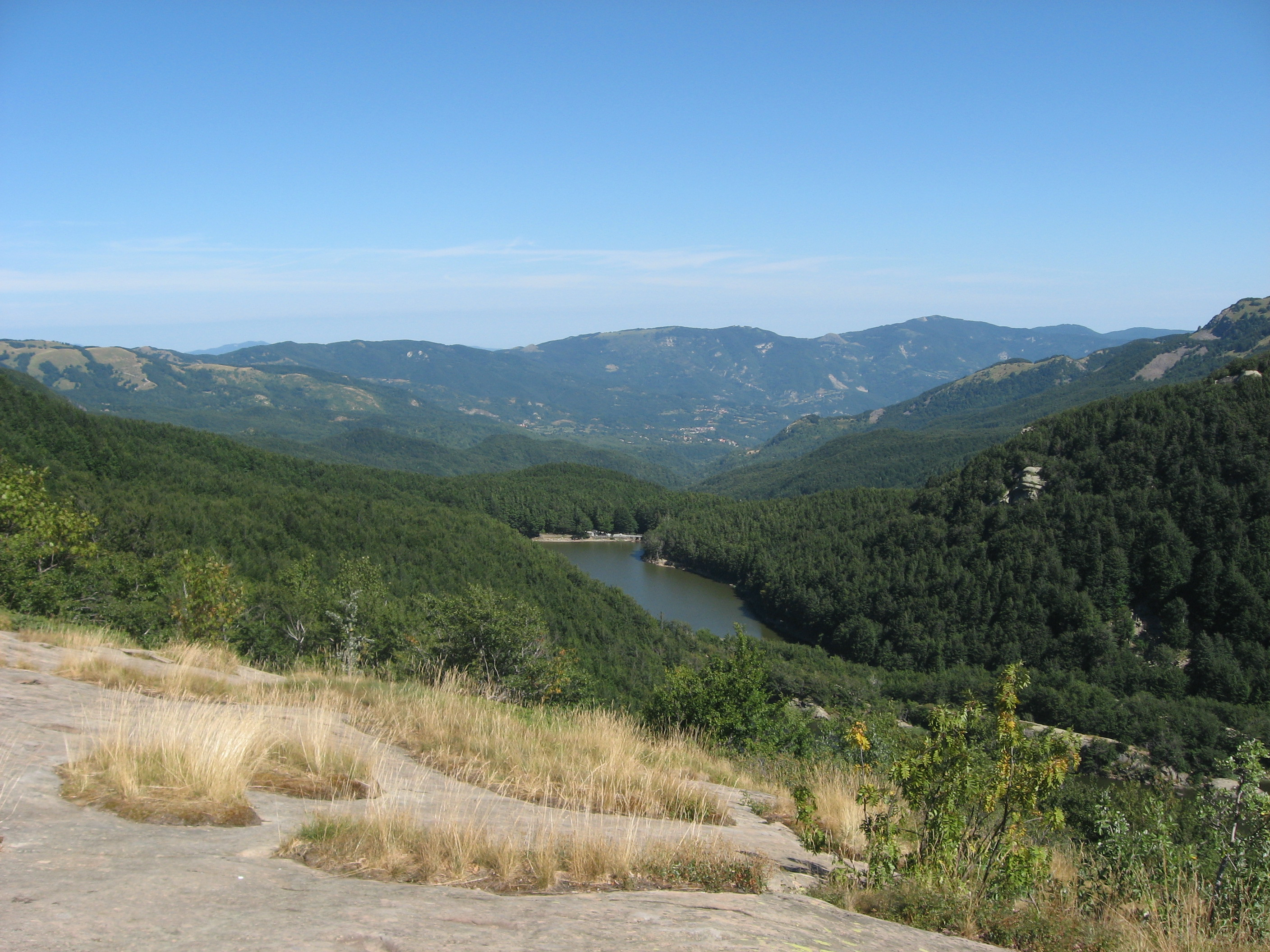
Lago Gemio inferiore visto dal sentiero che porta al Lago Scuro parmense

Di forma allungata, quasi rettangolare, è alimentato principalmente dal torrente lungo 200 metri che funge da emissario del Lago Gemio superiore; ad esso vanno sommati gli apporti di altri piccoli rii alimentati sempre da infiltrazioni del lago gemello, mentre sulla sinistra si aggiunge stagionalmente il contributo di un piccolo ruscello proveniente dalla Rocca del Pumaccioletto.
Nella parte terminale del lago un'opera idraulica artificiale è stata costruita per regolamentare il deflusso delle acque del lago dall'emissario che risulta essere uno dei principali rami sorgentiferi del torrente Parma: la Parma dei Lagoni, la funzione di detta briglia è inoltre quella di consentire l'attraversamento della strada che collega la località Cancelli a Valditacca.

## Flora e fauna
Grazie alla brevità dell'immissario, non si presentano fenomeni di interramento e di conseguenza è del tutto assente la vegetazione lacustre, riguardo alla fauna il lago era popolato prevalentemente da trote fario. A causa del ripopolamento ittico, il lago è popolato da carpe e cavedani e rari esemplari di trota. 

## Raggiungere il lago
Situato nel territorio del comune di Corniglio, il lago è raggiungibile dalla frazione di Bosco percorrendo la strada che conduce a Lagdei, in località Cancelli, si svolta a sinistra e dopo aver percorso circa 5 km si arriva al Rifugio Lagoni collocato sul dosso morenico che chiude il lago.